# Susan Hogan (historiadora)
Susan Hogan (1961) es una historiadora cultural británica, catedrática de estudios culturales y arteterapia en la Universidad de Derby.

## Biografía
Hogan se casó con Philip Douglas en 1988 y se divorció en 1998. La suegra de Hogan era una reconocida antropóloga Dame Mary Douglas. Tiene dos hijos: Emile y Eilish.

## Trayectoria
Hogan asistió a una escuela basada en la pedagogía de la Escuela de Summerhill de Alexander Sutherland Neill. Esta experiencia, junto con la labor antropológica de su suegra, influyó en su trabajo.
Comenzó su doctorado en historia del arte en la Universidad de Sídney y lo terminó en historia cultural en el Instituto Thomas Reid de la Universidad de Aberdeen, donde el historiador de cultura estadounidense G.S. Rousseau fue su supervisor principal. 
Ha enseñado en varias universidades, incluidas laUniversidad de Nueva Gales del Sur y la Universidad de Derby.
El trabajo de Hogan se ha centrado en la terapia con mujeres de la tercera edad y en mujeres que han dado a luz recientemente, organizando grupos de arteterapia para apoyarles y darles la oportunidad de explorar su nuevo sentido de identidad y sexualidad tras el embarazo y la maternidad. El trabajo publicado es significativo en cuanto al cuestionamiento mantenido del uso de la psicología reductiva y a la aportación de ideas sociológicas y antropológicas a la arteterapia.

## Obra
- Feminist Approaches to Art Therapy (as editor, 1997);
- Healing Arts: The History of Art Therapy (2001);[3]
- Gender Issues in Art Therapy (as editor, 2003);
- Conception Diary: Thinking About Pregnancy & Motherhood (2006);
- Revisiting Feminist Approaches to Art Therapy (as editor, 2012);
- The Introductory Guide to Art Therapy (with Annette M. Coulter, 2014);
- Art Therapy Theories. A Critical Introduction (2016);
- Gender Issues in International Arts Therapies Research (commissioned by the European Consortium of Art Therapy Educators – ECArTE) (2018);
- Inscribed on the Body. Gender and Difference in the Arts Therapies (2018);
- The Maternal Tug: Ambivalence, Identity, and Agency. Canada, Ontario: Demeter Press (with La-Chance Adams and Cassidy, in press for Jan 2020).